# 18161 Koshiishi
18161 Koshiishi este un asteroid din centura principală de asteroizi.

## Descriere
18161 Koshiishi este un asteroid din centura principală de asteroizi. A fost descoperit pe 7 august 2000 la Bisei Spaceguard Center în cadrul programului BATTeRS. Asteroidul prezintă o orbită caracterizată de o semiaxă mare de 3,00 ua, o excentricitate de 0,10 și o înclinație de 9,6° în raport cu ecliptica.